# Конрадт, Уве
Уве Конрадт (нем. Uwe Conradt; род. 31 марта 1977, Саарбрюккен) — государственный и политический деятель Германии. Член Христианско-демократического союза Германии (ХДС), работает обер-бургомистром Саарбрюккена с 2019 года.

## Биография
Вступил в Молодёжный союз Германии в 1990 году и стал членом ХДС в 1994 году. С 1999 по 2004 год был членом районного совета Дудвайлера и стал членом городского совета Саарбрюккена в 2009 году. Сменил Петера Якоби на посту члена ландтага Саара и занимал это место с августа 2012 года по 2016 год, когда был назначен директором Государственного управления СМИ.
Сменил Петера Штробеля на посту спикера ХДС в городском совете в 2018 году и баллотировался на пост обер-бургомистра на местных выборах 26 мая 2019 года. Получил 29 % голосов, заняв второе место после Шарлотты Бриц, кандидата от Социал-демократической партии Германии (СДПГ), получившей 36,8 %. Оба кандидата прошли во второй тур выборов, который состоялся 9 июня 2019 года, на котором Уве Конрадт неожиданно победил Шарлотту Бриц, набрав 50,3 % голосов, положив конец 43-летнему правлению обер-бургомистров от СДПГ в Саарбрюккене. Уступил своё место в городском совете в сентябре 2019 года. Вступил в должность обер-бургомистра 1 октября 2019 года и пользуется поддержкой так называемой «ямайской коалиции»: ХДС, СвДП и Зелёные.